# آلفی بیستین
آلفی بیستین (انگلیسی: Alfie Beestin؛ زادهٔ ۱ اکتبر ۱۹۹۷) بازیکن فوتبال اهل بریتانیا است.
از باشگاه‌هایی که در آن بازی کرده‌است می‌توان به باشگاه فوتبال دونکستر راورز اشاره کرد.